# 周正毅
周正毅（1961年4月23日—），出生于上海杨浦区，前上海地產控股有限公司（除牌前：0067.HK）董事會主席，原农凯集团公司董事长，曾被雜誌福布斯封為上海首富，目前被香港廉政公署通缉。

## 經歷
周正毅出生於上海楊浦區杨树浦路2877号附近的棚户区，父亲是无锡人，曾經是翻砂工，退休前是上海电站辅机厂的生产科科长。周正毅的母親是蘇州人，曾在定海路开设小馄饨摊兼卖外烟。周正毅上有3個姐姐1個哥哥，一家7口靠父親養活。1977年，周正毅从控江中学毕业后，顶替父亲进入上海电站辅机厂下轄的街道工廠負責會計，月薪30多元。
1979年初，他從工廠辭職，拿出所有積蓄在楊浦區定海桥附近開了一家杂货店和餛飩店。在上海北京路開了家美通飯店，同時經營桑拿和卡拉OK，其後周正毅與毛玉萍交往，但从未登记结婚。
1994年，周正毅與毛玉萍在上海黄河路开设「阿毛炖品」。
1995年，周正毅投資股市，獲利甚豐。
1997年亞洲金融風暴突至，香港股市一片低迷。周正毅大量購進長江實業、和記黃埔（兩者為長江和記實業和長江實業集團前身）等李嘉誠旗下的藍籌股。等到股市強勁反彈，周正毅再次獲利數億港元。與此同時，周正毅看中正處於低潮時期的上海房地產。1997年10月他的上海農凱集團剛剛成立，就以每平方米6000多元和每平方米4100元的價格收購江寧路上的“爛尾工程”興業大廈與古北新區的“爛尾樓”倫敦廣場，隨後分別增資一億元完工且裝修。
後來周正毅在上海投資了房地產、金融、貿易、農業和高科技產業5大行業。他以6200萬港幣的價格購入灣仔會景閣西翼頂層復式豪宅和價值200多萬元港幣的賓利一部。而後，他又耗資8600萬元購入渣甸山一幢900多平方米豪宅，與劉銮雄等香港富豪為鄰。2000年，豪宅被竊130萬港幣現金。
2000年，福布斯中國富豪榜估算周正毅資產為0.66億美元，名列富豪榜第94位。得知排名後的周正毅表示榜單列出的資產過少。2002年胡潤編制福布斯中國富豪榜時，周正毅主動找到胡潤。這一次，他排名列第11位。
2002年6月任香港上市公司上海地產董事會主席，2001年至2002年輝煌期，控制大陸的上市公司海鳥發展（澄海發展前身，600634.SS）、英雄股份（丹化科技前身，600844.SS）和香港的的上市公司上海商貿（亞太資源前身，1104.HK），上海地產（0067.HK，已除牌）。

## 刑罰
2003年5月中银香港前副董事长兼总裁刘金宝案发，因刘金宝“在上海分行任总经理期间，批出15亿元人民币的贷款予周正毅”，2003年5月27日周正毅被上海市有关部门调查。
中银香港于2003年6月9日发表公告称，“2002年6月，中银香港向新农凯提供一项额度为21.07亿港元、为期一年（可续期半年）的过渡性贷款，作为新农凯收购上海地产控股有限公司（上海地产）股权的资金。新农凯最终实际提取的贷款金额为17.7亿港元……新农凯的主要资产为上海地产75％的股权。上海地产是一家于香港联合交易所有限公司上市的公司，其主要资产包括位于上海的多项物业投资项目。”这笔貸款涉嫌“最初的風險未被充分考慮”和在中銀香港風險管理部門嚴重警告下仍然發放貸款。2003年6月10日，中銀香港成立香港金融管理局認可的專責委員會，全面审查银行贷款审批程序、风险管理及内控机制等事宜。负责企业银行和金融机构部以及资金业务的中銀香港副总裁、代理總裁柯文雅被专责委员会停职。2003年9月5日，中银香港專責委員會发表调查报告，称“新农凯搭挢贷款申请显然非常重要，因为17.7亿元的金额几乎是银行资本金的4%，虽然金额未大到需要董事会批准，但已经超过了柯文雅的权限，需要提交信贷委员会审批（柯文雅是信贷委员会主席），并最后需要经当时的总裁刘金宝批准。”专责委员会认为，尽管在信贷委员会的几次会议上，风险管理部门持续地提出保留意见，这些风险包括对“上海地产”董事长周正毅资产净值了解不足、使银行面临与贷款收益不相称的信贷和信誉风险以及复杂而费力的贷款管理安排等，但柯文雅不断地为这笔贷款作强劲辩护，使风险管理部门的要求未得到满足。专责委员会发现，柯未能对新农凯的背景作充分调查；柯还同意了几个来自新农凯方面的要求，如减少抵押和担保。专责委员会让柯文雅申请退休的建议，得到了中银香港董事会的采纳。
2003年9月5日，周正毅因涉嫌虚报注册资本和操纵证券交易价格，上海市人民检察院第一分院批准逮捕。2004年6月1日，上海市第一中級人民法院對周正毅案作出一審判決：操縱證券交易價格罪判刑二年6個月、以虛報註冊資本罪判刑一年，決定執行有期徒刑三年，處罰金4000萬元，刑期从2003年5月27日被上海市公安局扣查算起。一審判決後，周正毅沒有上訴。2005年9月，香港廉署通缉周正毅，控罪为“串谋诈骗”，此时周正在上海服刑。2006年5月26日，周正毅刑满出狱。據傳一度改名“鄒振義”，與上海話發音相同，但該傳聞被獄方否認。周正毅出獄後頻繁與以前的商業夥伴接觸。很多上海人會經常看到周正毅不時出沒於南京西路的“繽紛年代”夜總會，“有時過去為人埋單，有時消遣娛樂”。很快周正毅又因香港上市公司上海地产买壳案，被香港廉政公署二度通缉。
2006年8月16日，上海市有关机构开始调查周正毅在狱中受特殊照顾以致在狱中居然可以主持公司董事会一事。2006年8月22日，周正毅在監獄裏的管教上海提籃橋監獄二監區刑務處嚴管隊教導員俞金寶被“双规”，周正毅再次因“協助調查”而失去自由。2006年12月下旬，上海市看守所所长黄坚因接受周正毅家属贿赂被刑事拘留。2007年1月21日，周正毅因涉嫌行賄及虛開增值稅專用發票犯罪，被上海市人民檢察院逮捕。上海市人民檢察院在偵查上海社保基金案過程中，發現周正毅涉嫌這些犯罪。時任上海市委代理書記的韓正針對周正毅，表態“一定要堅決依法查辦，讓其在上海無立足之處”。上海市人民检察院侦查终结后，移交上海市人民检察院第二分院审查起诉。二分检在2007年4月8日出具第一份起诉意见书。2007年11月30日上午上海市第二中級人民法院一審判處上海農凱發展（集團）有限公司原法定代表人周正毅虚开增值税专用发票判10年，个人行贿判3年，挪用资金判6年，单位行贿及对企业人员行贿两项罪名，免于对其个人处罚;数罪并罚共执行有期徒刑16年；其中335万元罚金是针对单位行贿和虚开增值税专用发票两项。。據《財經》雜誌披露，周涉及虛開增值稅專用發票，再向多家銀行貼現套取資金共計八十二億元人民幣。周將大部分資金用於歸還銀行貸款，另部分轉入證券帳戶，其中近一億元被用於炒作「徐工科技」的股票。起诉书中指控周和他旗下的农凯集团在1999年到2003年期间共购进电解铜199.79万吨，其中现货来源30.63万吨，仓单169.16万吨，虚开电解铜增值税专用发票4.02万余份，涉及电解铜虚假交易161.87万吨，价税合计260.01亿余元，税额37.78亿余元，其中"涉及贴现而虚开的增值税专用发票0.84万余份，向银行贴现84.22亿余元，扣除贴现利息1.91亿余元，实际贴现款82.3亿余元。"
一审宣判后，农凯集团及周正毅均不服，于2007年12月10日向上海市高级人民法院提出上诉。2008年1月21日上海市高级人民法院二审宣判驳回农凯集团和周正毅的上诉，维持一审原判。
2020年9月20日，周正毅刑满出獄。
根據天眼查資料，周氏仍然持有多個企業，但這些企業均由其親信代理

## 通缉
目前仍被香港廉政公署通缉，控罪为：
- 串謀詐騙：於2001年10月至2003年5月期間，以欺詐手段誘使一家香港上市公司的股東接受調低了的收購價格
- 公司董事作出虛假陳述：於2002年4月至2002年8月期間，於另一家香港上市公司的公布、要約文件及通告中發布虛假陳述

## 寿宴事件
2021年4月18日，周正毅在上海万达瑞华酒店举办六十大寿寿宴，上海广播电视台的程雷、陈蓉、朱桢、倪琳、房海燕、戴刘菲等主持人赴宴。陈蓉表示「东方卫视春晚也不过这样的阵容」，程雷表示「上个月才认识周正毅，说明自己现在混得上档次了」。上海广播电视台得知後迅速通知主持人离场。当晚8时至9时，六名主持人接到電視台方面的消息後相继离开現場。4月26日，上海广播电视台召开会议，认为六名主持人的行为有悖于《中国广播电视播音员主持人职业道德准则》等要求，其中两名党员主持人违反相关党纪条例，严重缺乏政治意识，宣佈禁止6位主持人参加各类节目、要求主持人深刻检讨，並對黨員主持人进行党纪政务处分，他們的相关领导也会被追责问责。據中国商业财经杂志《经理人》5月2日報導，参与晚宴的5位主持人被无限期吊销主持人证以及无限期禁止在上海地方台出镜。其中朱桢、程雷、倪琳一年内领取单位最低工资，扣除未来两年内全部绩效，未来一年内不得在其他地方台露面。陈蓉被解除东方卫视相关职务，房海燕被解除合同即日起离开。

## 外部連結
- 香港廉政公署主要被通緝人士介紹（页面存档备份，存于）